# Joseph Nou
Joseph Nou, né le 22 juillet 1926 à Daigny et décédé le 9 décembre 1984 à Bages, est un homme politique français.

## Biographie
Né dans les Ardennes d'un père pyrénéen et d'une mère belge, Joseph Nou travaille comme technicien dans une aciérie de Longwy.
Totalement novice en politique, il est investi par l'UNR pour les législatives de 1958 dans la circonscription de Longwy, où il affronte deux sortants : le communiste Louis Dupont et le socialiste Pierre-Olivier Lapie, dont les positions sont par ailleurs très favorables au gaullisme.
Les chances de Joseph Nou apparaissent très faibles, mais, avec 25,3 % des voix, il arrive pourtant en seconde position à l'issue du premier tour, derrière Dupont (27,3 %) mais devançant Lapie (24,3 %). Au second tour, il rallie largement les voix de droite et gaullistes, obtenant 49,5 % des voix, devant Dupont (29,5 %) et Lapie (21 %).
À 32 ans, il entre en politique directement par un mandat parlementaire. À l'Assemblée nationale, il siège naturellement au sein du groupe de l'UNR.
Député assez peu actif, il d'intervient qu'une seule fois en séance publique, pour soutenir la politique salariale du gouvernement, et ne dépose qu'un texte, en faveur de la participation, mais sans chercher réellement à le faire progresser dans la chaîne parlementaire. Pour le reste, il apporte un soutien plein et entier à la politique gouvernementale.
Réélu au second tour, avec 56,5 % des voix, en 1962, il est l'année suivante rapporteur du budget des charges communes, dont il propose une réorganisation.
Mis en cause début 1964 par les militants gaullistes locaux pour son absence prolongée de sa circonscription, il finit par donner sa démission de son mandat de parlementaire en avril, qu'il justifie par des circonstances d'ordre privé, et abandonne la politique. Lors de l'élection partielle organisée en mai, les gaullistes perdent la circonscription au profit de Louis Dupont.
Quant à Joseph Nou, il quitte la France pour Bangui, puis revient quelques années plus tard, travaillant comme agent commercial dans les  Pyrénées-Orientales. Il meurt à l'âge de 58 ans, sans avoir repris la moindre activité politique.